# Prinia bairdii
Prinia bairdii là một loài chim trong họ Cisticolidae.